# Bernhard Reder
Bernhard Reder (später Bernard Reder, geboren am 29. Juni 1897 in Czernowitz; gestorben am 7. September 1963 in New York City) war ein aus der Bukowina stammender, österreichisch-tschechisch-US-amerikanischer Bildhauer, Maler und Architekt.

## Leben

### Ausbildung
Bernhard Reder wurde als Sohn des jüdischen Gastwirtes Jakob und seiner Frau Hinde Gingold in Czernowitz, das bis November 1918 zu Österreich gehörte, geboren. Der Vater, der ein Mitglied der chassidischen Gemeinschaft in Czernowitz war, erzog den Sohn streng religiös. Nach vierjährigem Unterricht in der hebräischen Religionsschule, besuchte er das deutschsprachige Lyzeum. Nach Ausbruch des Ersten Weltkrieges wurde er vom österreichisch-ungarischem Heer zum Kriegsdienst eingezogen und diente in Österreich, der Ukraine und Serbien. Das Kriegsende erlebte er in Serbien. Nachdem er nach dreimonatigem Fußmarsch zu Hause angekommen war, beschloss er – gegen den Willen des Vaters – sich der Kunst zu widmen.
Mit einigen Zeichnungen und Aquarellen stellte er sich in Wien an der Kunstakademie vor und wurde abgelehnt. Er reiste weiter nach Prag, in der Hoffnung dort ein Visum für ein Studium in Frankreich zu bekommen. Nachdem sich auch dieser Plan auch zerschlagen hat, schrieb er sich in der Zeichenklasse von Peter Bomse an der Prager Akademie der Bildenden Künste ein. Doch sein wahres Interesse galt der Bildhauerei. Nachdem er von Jan Stursa zunächst abgelehnt wurde, befolgte er seinen Rat und begann an der Arbeit mit Gipsmodellen.
Frustriert über seine schleppenden Fortschritte kehrte er Ende 1922 nach Czernowitz zurück und arbeitete als Steinmetz für Grabmäler. In seiner Heimatstadt lernte er Gusti (Gutza) Korn kennen, die er 1924 heiratete. Seine Schwiegereltern richteten ihm am Stadtrand von Czernowitz ein Atelier ein. Seine Skulpturen fanden jedoch nur wenige Käufer und er musste sich aus finanziellen Gründen auf kleinere Arbeiten, wie Holzschnitte, Zeichnungen und Aquarelle konzentrieren.
1927 beteiligte sich Bernhard Reder an einem internationalen Architekturwettbewerb für ein Gebäude für das Kolumbus-Denkmal in Santo Domingo. Für seine Entwürfe erhielt er einen Anerkennungspreis.
Im folgenden Jahr ging er erneut für einige Monate nach Prag und verteilte an Freunde und Kunstsammler Zeichnungen und Holzschnitte. Freunde organisierten nach seiner Abreise mit einigen seiner Werke im Prager Rudolfinum eine erste, von der Kunstkritik wohlwollend beachteten Einzelausstellung.
In Czernowitz, das seit dem Ende des Ersten Weltkrieges zu Rumänien gehörte, verschärften sich Ende der 1920er Jahre antisemitische Ausschreitungen. Bernhard Reder und seine Schwiegereltern wurden mehrfach, teilweise mit Waffengewalt bedroht und Reder verlor seine Lizenz als Steinmetz.

### Prag 1930 bis 1937

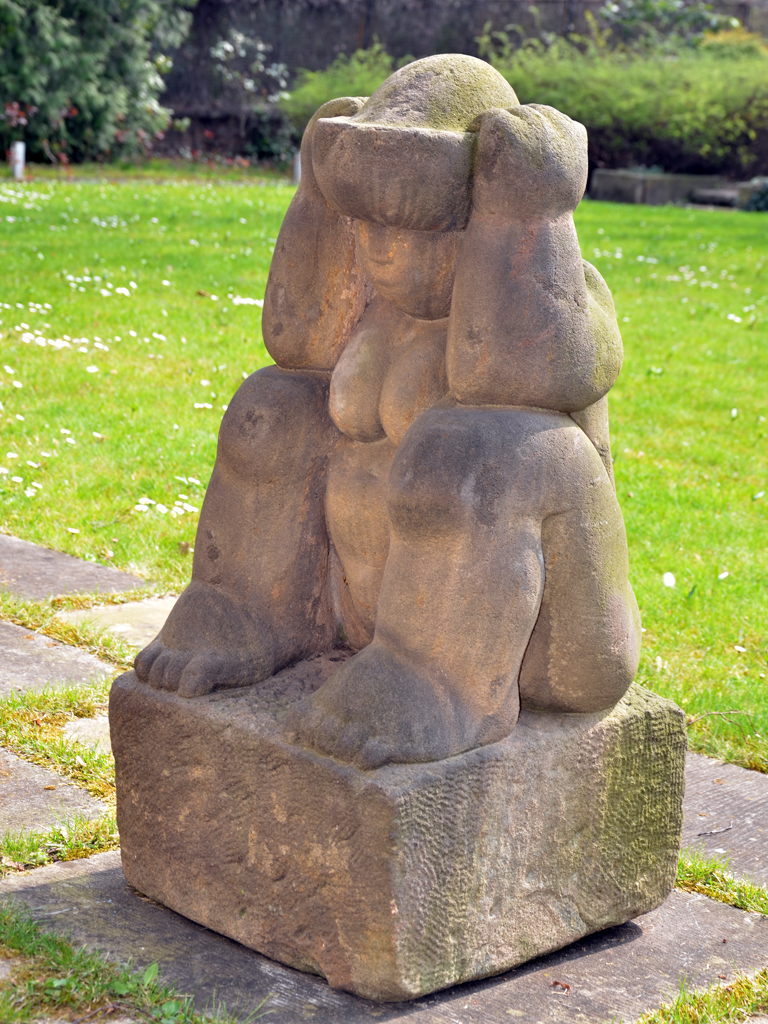
Sandstein-Skulptur im Garten der Villa Traub in Prag, 1930

1930 ging das Ehepaar nach Prag und Bernhard Reder miete einen ehemaligen Messepavillon als Atelier an. Er widmete sich Anfang der 1930er Jahre hauptsächlich der Bildhauerei. Er übernahm für Freunde und Bekannte Auftragsarbeiten, so u. a. für den Lederfabrikanten Edmund Traub, für den er Skulpturen für die Gartenanlage seiner Villa schuf. Dominantes Thema seiner Arbeiten in dieser Zeit war der weibliche Akt.
Prag war Anfang der 1930er Jahre ein internationales Kulturzentrum. Eine große Ausstellung mit Skulpturen französischer Bildhauer hinterließ einen großen Eindruck bei Reder und die Begegnung mit Aristide Maillol sollte der Beginn einer lebenslangen Freundschaft werden. Zu seinem Prager Freundeskreis zählten Intellektuelle, Literaten und Künstler, wie Emil Filla, Endre Nemes oder H. G. Adler. In Prag unterrichtete er junge Künstler und Freunde, wie Bettina Gross in Bildhauerei. 1934 unternahm das Ehepaar Reders eine sechsmonatige Reise durch Italien, Spanien und Frankreich. Mehrere Tage verbrachten sie dabei im Haus von Aristide Maillol in Banyuls-sur-Mer. Dieser Aufenthalt bestärkte den Entschluss Reders, nach Frankreich zu übersiedeln.
Neben Skulpturen schuf Reder in seiner Prager Zeit auch einige Zeichnungen und Bronzen, u. a. 1934 Der Badende oder Zwei sitzende Frauen. In dieser Zeit begann er auch, sich mit Architektur zu befassen. Er entwarf u. a. ein Ausstellungsgebäude für Skulpturen, dass auf den „volumetrischen“ Prinzipien seiner eigenen Arbeiten basiert und ein rundes, mehrstöckiges Gebäude, von Karyatiden gehalten.
In Prag veranlasste der kubistische Maler Emil Filla, der Präsident der Mánes-Künstlervereinigung war, die Ausrichtung einer Retrospektive von Reders Werken in der Mánes-Galerie am Masarykovo nábřeží. Die von der nationalen und internationalen Kunstkritik begeistert aufgenommenen Ausstellung mit 38 Stein- und Holzskulpturen sowie Bronzearbeiten fand 1935 statt und wurde für Reder ein großer künstlerischer und finanzieller Erfolg.

### Frankreich 1937 bis 1941
Durch den Erfolg ermutigt, zog Reder 1937 nach Frankreich und mietete eine Villa in der Nähe von Le Vesinet, wo er auch sein Atelier einrichtete. Unmittelbar nach dem Beginn des Zweiten Weltkrieges flüchtete das Ehepaar Reder aufs Land und lebte zunächst bei Freunden in Le Puy-en-Velay. Anfang 1940 kehrten sie nach Paris zurück. Auf Initiative von Assia Rubenstein wurde in der Wildenstein-Galerie in Paris Anfang 1940 eine viel beachtete Ausstellung von Werken tschechischer Künstler gezeigt, unter anderem auch 16 Steinskulpturen von Bernhard Reder.
Nach dem Einmarsch der Wehrmacht nach Frankreich flüchteten die Reders im Mai 1940 erneut nach Le Puy und wurden bei einem befreundeten Architekten versteckt. Die Skulpturen der Wildenstein-Ausstellung konnten in Paris in Sicherheit gebracht werden, während das Atelier in Le Vesinet von den Deutschen verwüstet und alle Skulpturen zerschlagen wurden. Nach der Teilung Frankreichs flüchtete das Ehepaar in die unbesetzte Zone nach Südfrankreich und bemühte sich um ein Ausreisevisum in die Vereinigten Staaten. Von Reder ist überliefert, dass er spontane Einfälle für seine Kunstwerke sofort verewigte. Auf der Flucht in einem überfüllten Zug zeichnete er die Skizze eines fliehenden Pferdes auf eine Papierserviette, die bis zu seinem Tod in seinem Atelier aufbewahrt wurde.
Als das Ehepaar in Le Puy von den Behörden aufgefordert wurde, sich für einen Abtransport nach Polen zu registrieren, flüchteten sie umgehend weiter nach Südfrankreich. Im Versteck arbeitete Bernard Reder (in Frankreich änderte er seinen Vornamen) intensiv an zwei Holzschnittserien Apocalypse und Gargantua und Pantagruel nach einem Romanzyklus von François Rabelais.
Aristide Maillol bemühte sich bei Bekannten und Freunden in den Vereinigten Staaten um ein Ausreisevisum für Bernard Reder und seine Ehefrau. Das Visum wurde zwar erteilt, kam aber nicht im Konsulat in Lyon an. Das Ehepaar Reder wandte sich in Marseille an den Quäker Varian Fry vom Emergency Rescue Committee, um die Ausreise aus Frankreich doch noch zu ermöglichen. Über Freunde erhielten sie schließlich ein Visum für Kuba. Auf dem Weg zur Einschiffung nach Lissabon wurden das Ehepaar beim illegalen Grenzübertritt in Spanien verhaftet, getrennt und in Gefängnissen in Madrid inhaftiert. Nach Intervention von Freunden und Varian Fry wurden sie nach drei Wochen freigelassen und des Landes verwiesen. Mit dem Zug reisten sie nach Lissabon, von wo sie im Herst 1941 mit einem Segelschiff nach Havanna emigrierten.

### Kuba 1941 bis 1943
In Havanna wohnte das Ehepaar bei Freunden. Sofort nach der Ankunft beantragten sie erneut ein Visum für die Vereinigten Staaten. In Havanna schloss sich Reder einem Künstlerkreis an und arbeitete auch im Exil als Stein- und Holzbildhauer. Er schuf Aktfiguren in unterschiedlichen Posen und Holzschnitte, die von Giotto di Bondones Fresken in Padua inspiriert waren. In Havanna wurden seine Arbeiten in zwei Ausstellungen – Holzschnitte an der Universität und Skulpturen und Holzschnitte im Lyzeum – gezeigt. Im Frühjahr 1943 erhielt das Ehepaar das Einreisevisum in die Vereinigten Staaten. Am 23. Februar 1943 flogen sie nach Miami und fuhren anschließend mit dem Zug nach New York.

### Amerika 1943 bis 1954
Die erste Station in New York war für mehrere Wochen das Benjamin Franklin Hotel in der Nähe des Broadways. In Ermangelung eines Ateliers und Materials zeichnete Reder im Hotel und fertigte zahlreiche Tempera-Zeichnungen an. Mitte 1943 erhielt er ein großzügiges Stipendium, was ihm ermöglichte, ein kleines Haus in Forest Hill zu kaufen. In der Garage des Hauses richtete er sein Atelier ein. Bei der Arbeit an einer Steinskulptur klemmte sich Reder die Arme ein und war für sieben Monate teilweise gelähmt.  Seine Verwundung zwang ihn, zunächst die Arbeit an den Steinskulpturen einzustellen. Er arbeitete wieder an Holzschnitten und Zeichnungen und fertigte zahlreiche kleinere Bronzen an, die er an Privatsammler verkaufte. In der Ausstellung Europäische Künstler in Amerika, die 1945 im Whitney Museum of American Art gezeigt wurde, war er mit sechs Werken vertreten. Nach Ende des Zweiten Weltkrieges organisierte Sturgis Ingersoll die Überführung der in Paris 1940 geretteten Skulpturen.
1948 erhielten Reder und seine Ehefrau die amerikanische Staatsbürgerschaft.  Drei Jahre später übernahm die Grace Borgenicht Gallery in New York die Vermarktung seiner Kunstwerke und veranstaltete einmal im Jahr eine Ausstellung mit seinen Skulpturen, Bronzen und Zeichnungen. Renommierte Museen, wie das Whitney Museum of American Art oder das Museum of Modern Art  erwarben regelmäßig Werke von Reder. 1953 entschloss er sich nach Italien zu gehen, um seine Handwerkstechnik zu perfektionieren.

### Italien 1954 bis 1958
Im Juli 1954 verließen Bernard Reder mit seiner Ehefrau Amerika und zogen in eine Wohnung mit Atelier am Stadtrand von Rom. Während seines Aufenthaltes in Italien schuf er zahlreiche große Skulpturen aus Gips und zahlreiche Bronzen, die er in einer Gießerei in Verona fertigen ließ. Viele der Bronzen schuf er mit einer in Italien erlernten Wachsausschmelztechnik.
1956 zog das Ehepaar nach Florenz, nachdem sie einen Mäzen kennengelernt hatten, der ihnen eine große Wohnung mit Atelier und einen privaten Garten im Palazzo Torrigiani zur Verfügung gestellt hat. Den Palazzo Torrigiani stattete Reder aus Dankbarkeit in der Folgezeit mit Skulpturen und Bronzen aus. Die Galleria d’Arte Moderna in Florenz zeigte 1956 eine Ausstellung grafischen Arbeiten; ein Jahr später veranstaltete die Galerie anlässlich seines 60. Geburtstages eine Retrospektive.  Während des Aufenthalts in Italien unternahm das Ehepaar drei Reisen in die USA.

### Amerika 1958 bis 1963
Im April 1958 erreichte Reder ein Angebot der World House Galleries, die Vermarktung seiner Kunstwerke zu übernehmen. Im Dezember 1958 ging das Ehepaar zurück nach New York, wo sich Bernard Reder eine Wohnung mit einem Atelier mietete. Zurück in Amerika schuf er mehrere Skulpturen von kostümierten Figuren oder dekorierten Köpfen, wie den Kopf einer Amazone mit Diadem, Pallas Athena mit dem Raben oder die Bürste eines Blumenmädchens. Seine neuen Werke wurden von zahlreichen Museen, die sich auf moderne Kunst spezialisiert hatten, angekauft. Während der schweren Erkrankung seiner Frau Ende 1959 stürzte sich Reder in die Arbeit und schuf u. a. seine bekannteste Bronze Aaron mit dem Tabernakel. Im Frühjahr 1960 erhielt Reder das mit 10.000 Dollar dotierte Stipendium für Bildhauerei der Ford Foundation.
Nachdem sich seine Frau von ihrer Krankheit erholt hatte, verbrachte das Ehepaar den Sommer 1960 erneut in Italien. In den letzten drei Jahren seines Lebens arbeitete Reder intensiv in New York an Steinskulpturen, Bronzen und Zeichnungen und widmete sich auch wieder seinen architektonischen Projekten. Obwohl er kein ausgebildeter Architekt war, fanden seine architektonischen Entwürfe in der Fachwelt, u. a. durch Ieoh Ming Pei Anerkennung. So zeichnete er Entwürfe für ein rundes Theater mit transparenten Böden, für transportable Einfamilienhäuser und Pläne für eine Küstenstadt Gutzala. Eine Überfahrt mit einem Ozeandampfer nach Europa inspirierte ihn 1960 zu Designplänen für ein Passagierschiff.
Das Whitney Museum of Modern Art widmete Bernard Reder 1961 als erstem Künstler eine Einzelausstellung über alle drei Etagen des Hauses.
Am 7. September 1963 starb Bernard Reder in New York.

## Werke

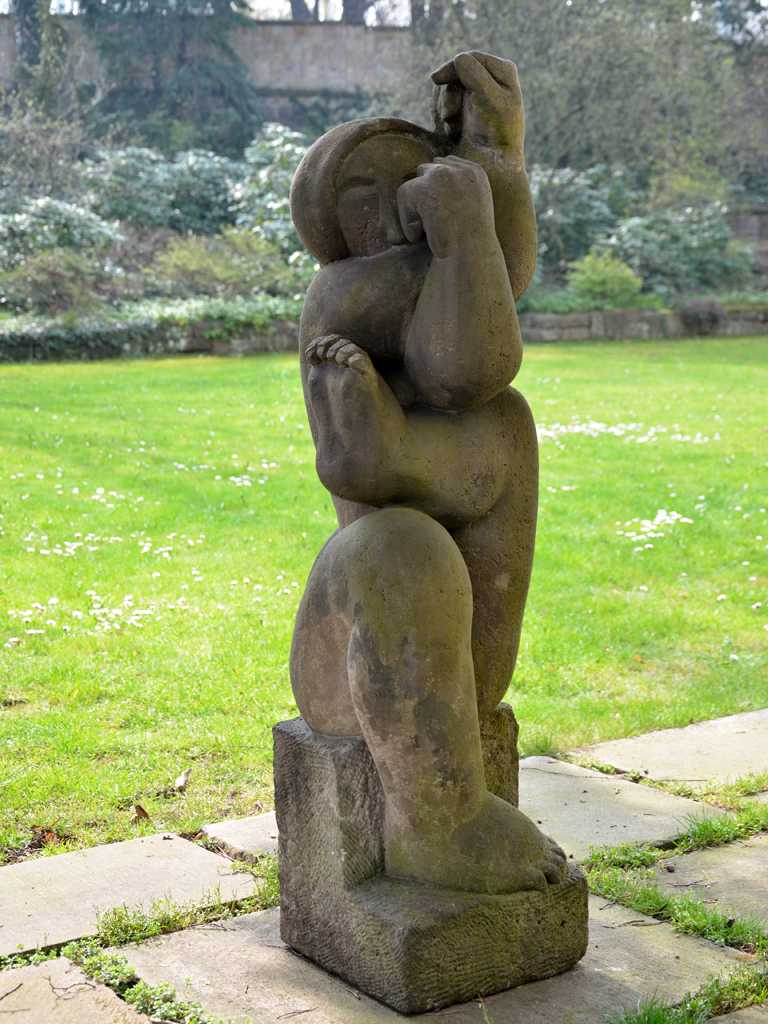
Sandstein-Skulptur im Garten der Villa Traub in Prag, 1930

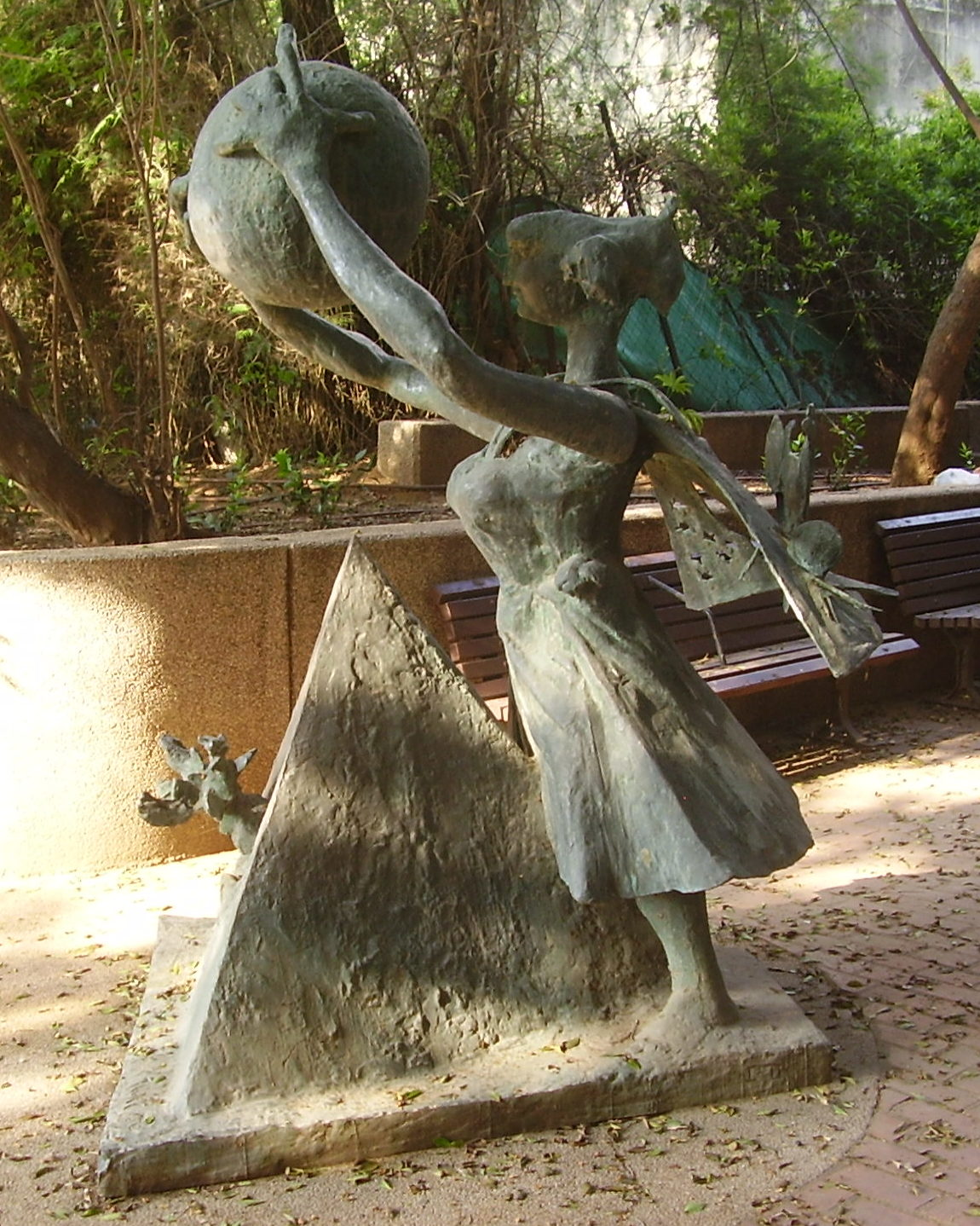
Frau mit Kugel und Pyramide in Tel Aviv

Zahlreiche Museen, u. a. die National Gallery of Art (95 Exponate), das Whitney Museum of American Art (18 Exponate), die Tate Gallery oder das Museum of Modern Art besitzen in ihrem Bestand Stein- und Holzskulpturen, Zeichnungen, Radierungen, Holzschnitte, Aquarelle und Gravuren von Bernhard Reder.

### Holzschnitte (Auswahl)
- Vogelbraut, 1951
- Olypmia, 1951
- Zwei Zentauren, 1951
- Hexe und Eule, 1951
- Frau mit roten Handschuhen und Trompete, 1952
- Frau mit Schleier, 1952
- Sitzende Frau mit schwarzen Handschuhen, 1961
- Frau mit blauem Hut, 1961
- Frau mit Helm, 1961

### Holzschnittserien (Auswahl)
- Büste und Torso, 1934
- Gargantua und Pantagruel, 1939
- Apokalypse, 1940
- Legenden von Noah, 1948
- Die sieben Todsünden, 1954
- Hohelied, 1954
- Susanna und die beiden Alten, 1954

### Steinskulpturen (Auswahl)
- Hockende Frau, Böhmischer Sandstein, 1930
- Badender, Böhmischer Sandstein, 1933
- Verwundete Frau, Italienischer Kalkstein 1943–47
- Büste des Zentauren, Alabama Kalkstein, 1950

### Zinn- und Bronzeskulpturen (Auswahl)
- Zwei Badende, Zinn, 1934
- Zwei sitzende Frauen, Bronze, 1934
- Amazonenkopf mit Diadem, Bronze, 1954
- Noah's Kopf, Bronze, 1954
- Büste eines Blumenmädchens, Bronze, 1955
- Cello-Spieler, Bronze, 1955
- Blühende Katze, Bronze, 1955
- Der barmherzige Samariter, Bronze, 1955
- Chassid mit Vogel, Bronze, 1955
- Minotaurus und Sirene,  Bronze, 1955
- Pallas Athena mit Rabe, Bronze, 1955
- Trompeter-Wasserspeier, Bronze, 1956
- Adam und Eva, Bronze, 1957
- Kuh auf dem Trapez, Bronze, 1957
- Noahs Frau trägt zwei Eulen, Bronze, 1957
- Akt mit Kugel und Pyramide, Bronze, 1958
- Aaron mit dem Tabernakel, Bronze, 1959
- Harfenspieler I +II, Bronze, 1960
- Orgelspieler I+II, Bronze, 1959–1960
- Klavierspieler, Bronze, 1960
- Sitzender Trompeter, Bronze, 1960
- Astronomin I+II, Bronze, 1960

### Gemälde, Zeichnungen (Auswahl)
- Hockende Frau, Holzkohle, 1933
- Mutter mit Kind, Pastell, 1937
- Braut und Bulle, Aquinta, 1956
- Schach, Ölgemälde, 1957
- Frau mit Hut, Ölgemälde, 1957
- Mittelalterliche Stadt, Tusche, 1957
- Die Braut, Ölgemälde, 1958
- Braut mit roten Handschuhen, Ölgemälde, 1958
- Nackte, Tinte und Wasserfarben, 1958
- Hafenszene, Ölgemälde, 1959
- Frau mit Schleier, Tusche, 1959

### Architektonische Projekte (Auswahl)
- Entwurf des Ausstellungsgebäudes für Skulpturen, 1946
- Modell des Theaters in einer Kugel,  1927/61
- Modell des Ausstellungsgebäudes für Volumenskulpturen mit volumetrischem Ansatz,  1959
- Modell eines Einfamilienpavillons, 1959
- Modell der Küstenstadt Gutzala, 1960
- Modell des Passagierschiffes Ghitala, 1960

### Buchillustrationen (Auswahl)
- Hanan J. Ayalti: Yiddish Proverbs, New York, 1949 (Sechs Holzschnitte)
- Ephraim Auerbach: Weiße Stadt, New York, 1953 (Fünf Holzschnitte)
- Bernard Reder: Die Legenden von Noah, Florenz, 1956 (Zehn Holzschnitte)

## Ausstellungen

### Einzelausstellungen (Auswahl)
- 1928: Rudolphinum, Prag (Aquarelle)
- 1935: Mánes-Galerie, Prag (Skulpturen)
- 1940: Galerie de Berri, Paris (Holzschnitte, Pastelle, Zeichnungen, kleine Skulptur)
- 1941: Lyceum Gallery, Havanna (Skulpturen, Holzschnitte, Zeichnungen)
- 1941: Universität, Havanna (Holzschnitte)
- 1943: Weyhe Gallery, New York (Zeichnungen, Holzschnitte)
- 1950: Philadelphia Art Alliance (Skulpturen, Holzschnitte, Zeichnungen)
- 1950: Jüdisches Nationalmuseum Bezalel, Jerusalem (Holzschnitte)
- 1950: Tel Aviv Museum of Art (Holzschnitte)
- 1951, 1952, 1953: Grace Borgenicht Gallery, New York (Holzschnitte, Drucke, kleine Skulpturen)
- 1953: Dominion Gallery, Montreal (Holzschnitte)
- 1953: Art Institute of Chicago (Holzschnitte)
- 1956, 1957: Galleria d’Arte Moderna, Florenz (Holzschnitte, Skulpturen)
- 1956: The Contemporaries, New York (Holzschnitte)
- 1957: Palazzo Torrigiani, Florenz (Skulpturen)
- 1959: World House Galleries, New York (Skulpturen)
- 1961: Whitney Museum of Modern Art, New York (Holzschnitte, Pastelle, Zeichnungen, Skulpturen, Drucke)

### Gruppenausstellungen (Auswahl)
- 1940: Wildenstein-Galerie, Paris (Holzschnitte, Pastelle, Zeichnungen, kleine Skulpturen)
- 1945: Whitney Museum of American Art, New York: Europäische Künstler in Amerika
- 1951, 1952, 1953, 1958, 1960: Whitney Museum of American Art, New York: Annual Exhibition : Contemporary Sculpture and Drawings